# Ekorrgök
Ekorrgök (Piaya cayana) är en fågel i familjen gökar inom ordningen gökfåglar.

## Utbredning och systematik
Ekorrgöken förekommer från Mexiko söderut till nordvästra Argentina. Den delas in i sammanlagt 13 underarter, med följande utbredning. 
- Piaya cayana thermophila – östra Mexiko, östra Panama, nordvästra Colombia och öar utanför dessa länder
- Piaya cayana nigricrissa – västra Colombia (västra Andernas västsluttning, Caucadalen och norra centrala Andernas östsluttning), västra Ecuador och nordvästligaste Peru (Tumbes och Piura)
- Piaya cayana mehleri – nordöstra Colombia och kustnära norra Venezuela österut till Paríahalvön
- Piaya cayana mesura – Colombia öster om Anderna och i östra Ecuador
- Piaya cayana circe – västra Venezuela (området söder om Maracaibosjön)
- Piaya cayana cayana – Orinoco-daen i Venezuelas anslutning till Guyana och norra Brasilien
- Piaya cayana insulana – Trinidad
- Piaya cayana obscura – Brasilien söder om Amazonfloden (från Rio Juruá till Rio Tapajós)
- Piaya cayana hellmayri – Brasilien söder om Amazonfloden (från Santarém till Amazonflodens delta)
- Piaya cayana pallescens – östra Brasilien (i Piauí, Pernambuco, norra Bahia och angränsande östra Goiás)
- Piaya cayana cabinisi – södra centrala Brasilien (centrala Mato Grosso och angränsande Goiás)
- Piaya cayana macroura – sydöstra Brasilien till Paraguay, Uruguay och nordöstra Argentina
- Piaya cayana mogenseni – södra Bolivia och angränsande nordvästra Argentina

Tidigare inkluderades västmexikansk gök (Piaya mexicana) i arten.

## Status
Internationella naturvårdsunionen IUCN kategoriserar arten som livskraftig.

## Bildgalleri

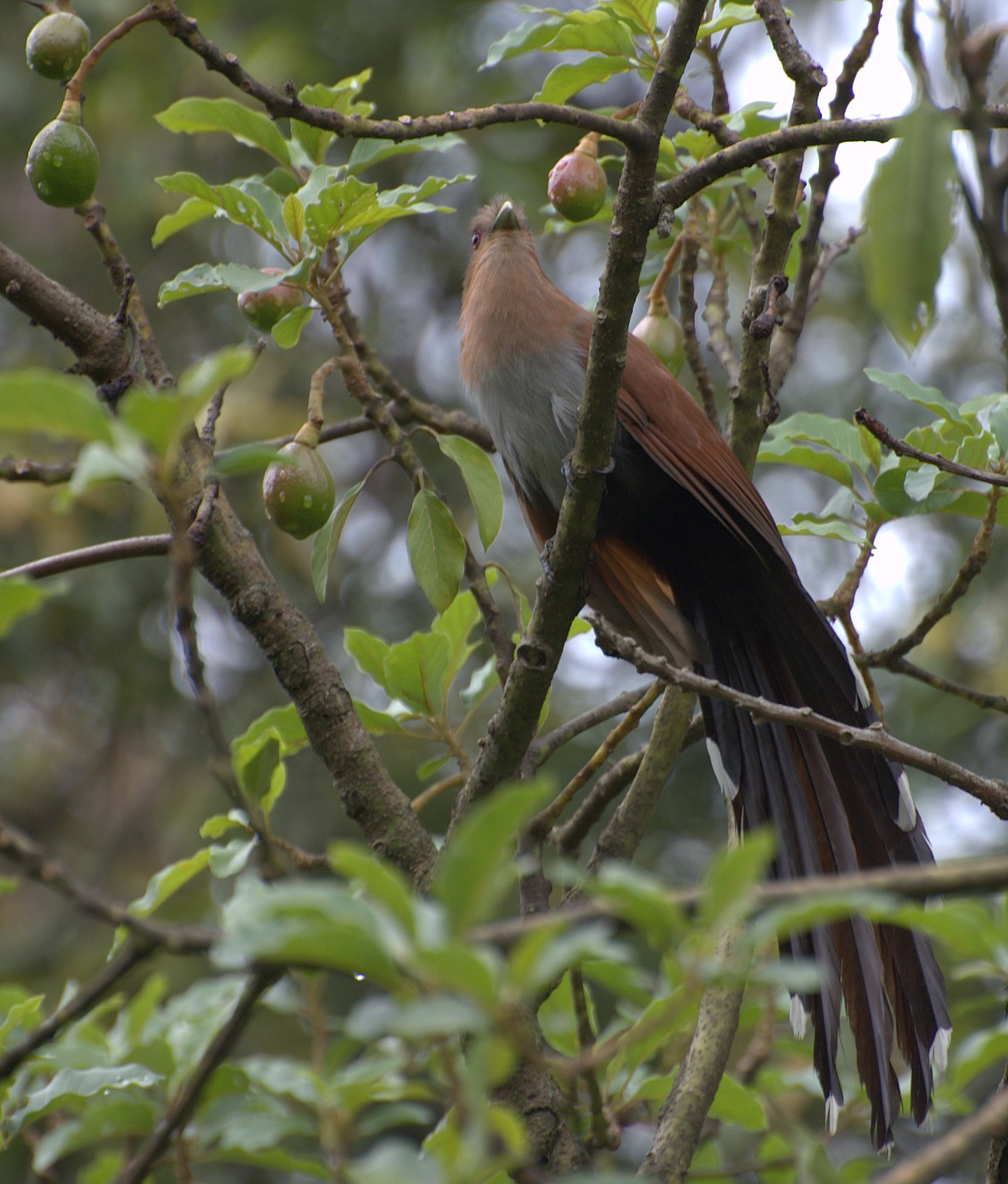
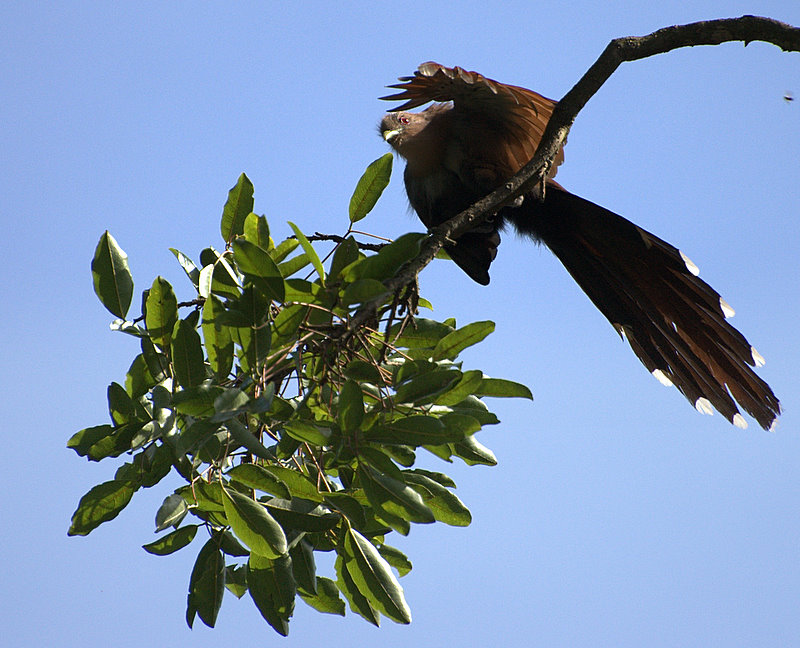
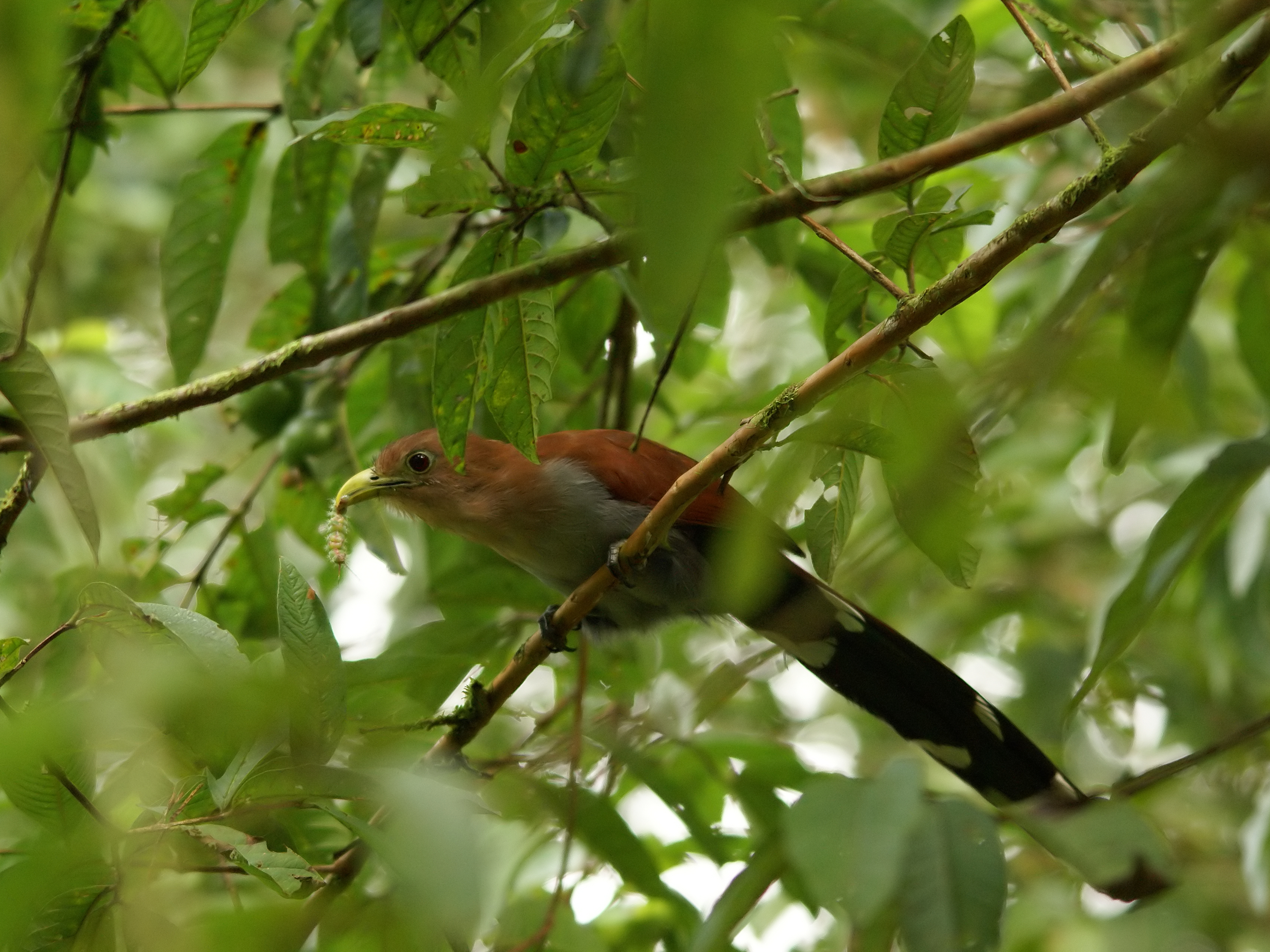
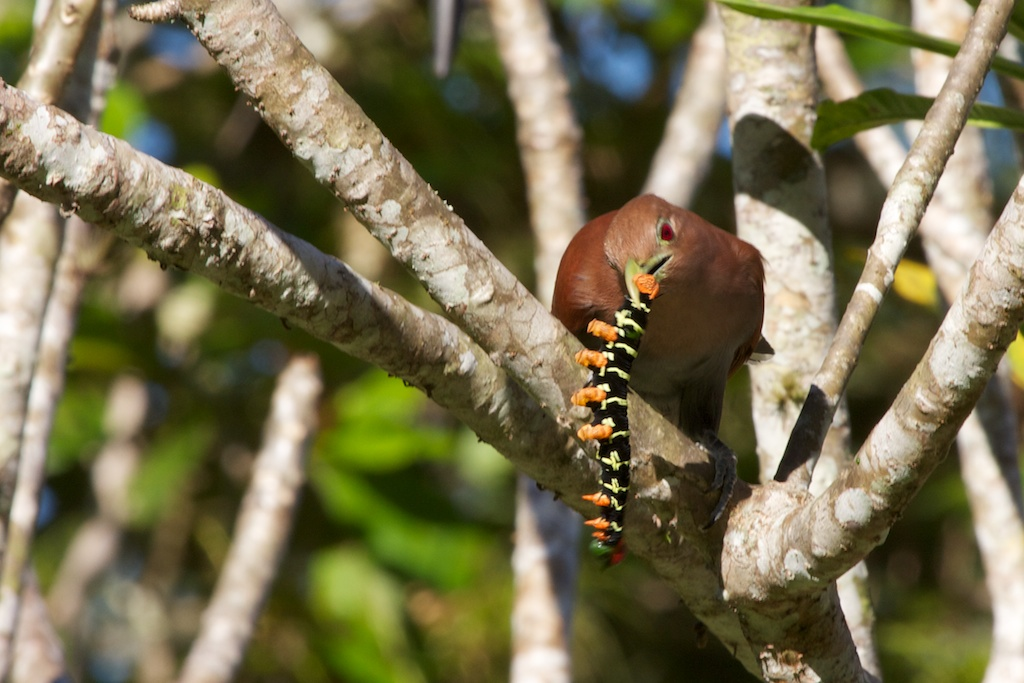
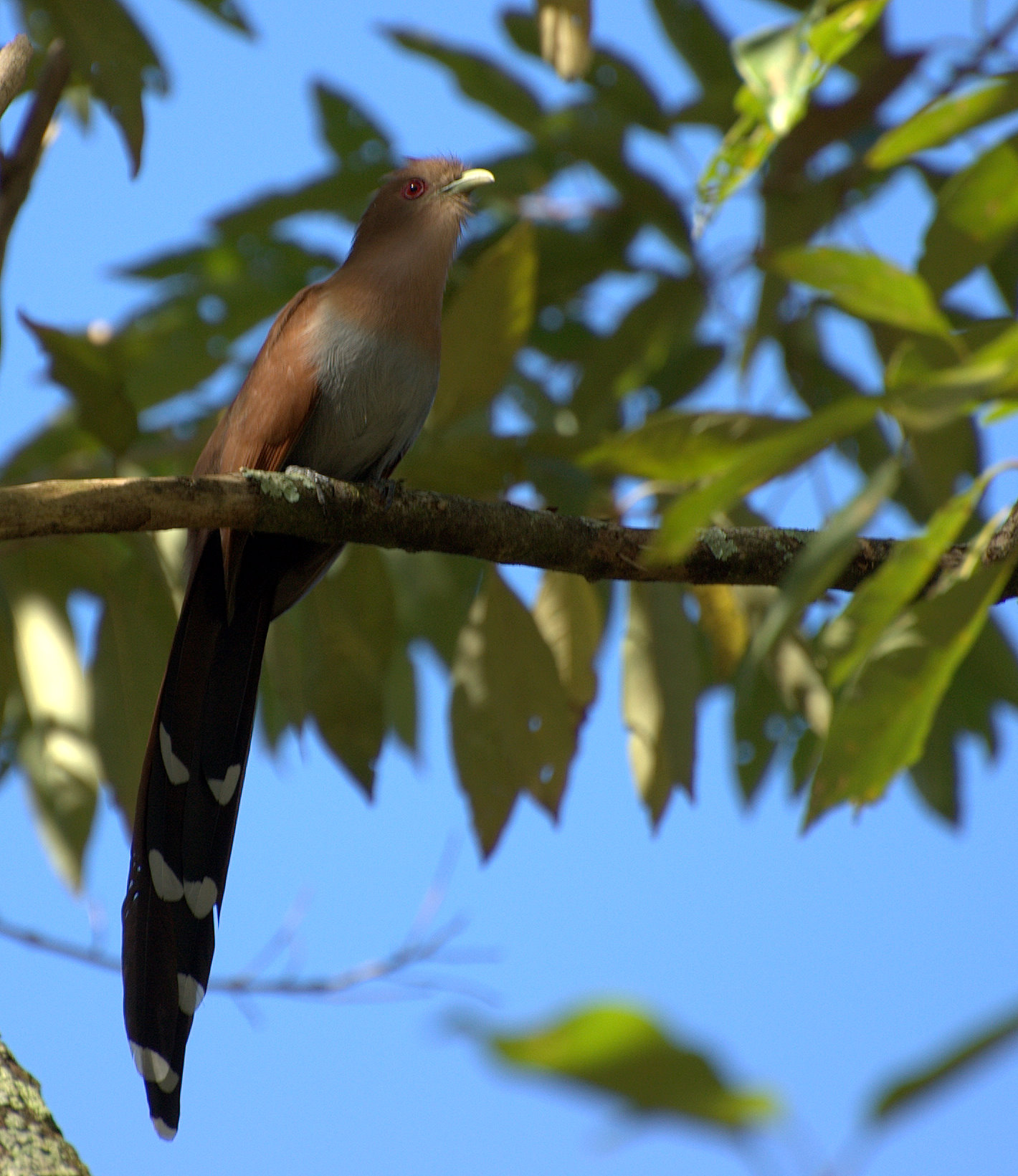
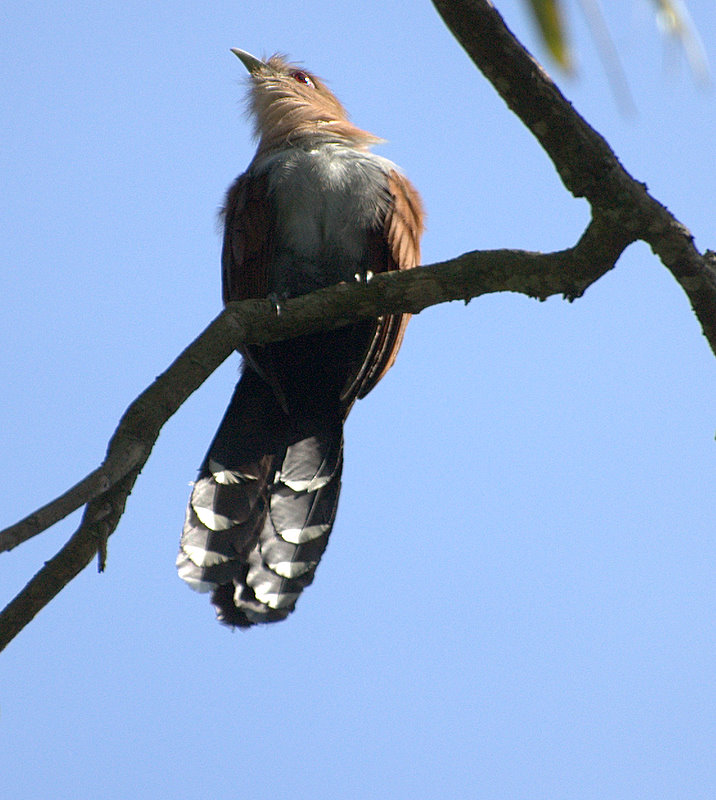
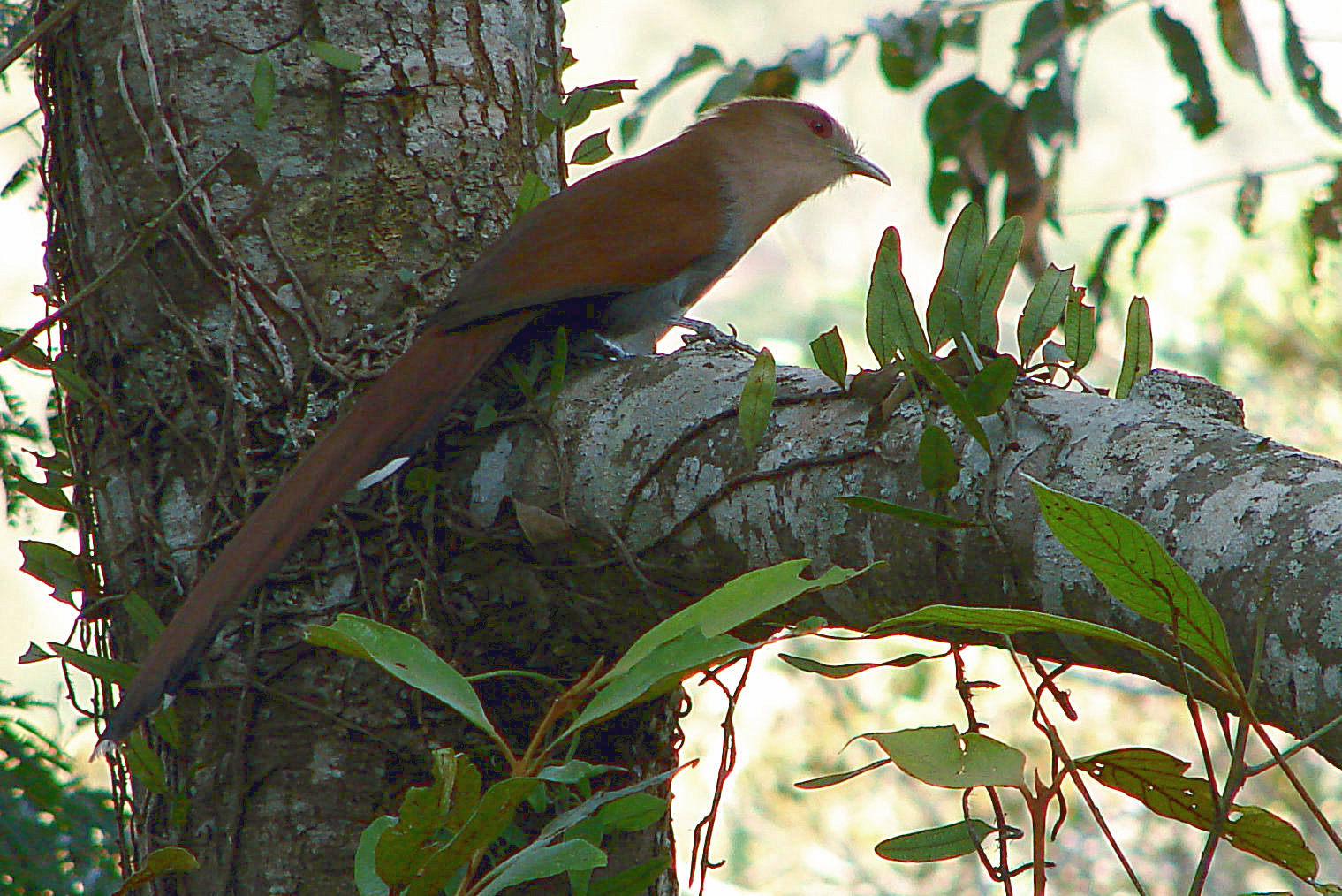